# Марк Лициний Крас Фруги (консул 27 г.)
Вижте пояснителната страница за други личности с името Марк Лициний Крас Фруги.
Марк Лициний Крас Фруги (на латински: Marcus Licinius Crassus Frugi; † 47 г.) e политик на ранната Римска империя.

## Биография
Той е син на Марк Лициний Крас Фруги (консул 14 пр.н.е.). Внук е на Марк Пупий Пизон Фруги (претор 44 пр.н.е.). Баща му е осиновен от Марк Лициний Крас (младши) (консул 30 пр.н.е.) и става правнук на триумвира Марк Лициний Крас.
През 24 г. Фруги е претор urbanus. През 27 г. е консул заедно с Луций Калпурний Пизон. След това е легат в Мавритания. През 43 г. празнува триумф след победите си в Британия.

## Фамилия
Фруги се жени за Скрибония, дъщеря на Луций Скрибоний Либон (консул 16 г.) и Корнелия Помпея, внучка на Помпей Велики. Те имат децата:
- Марк Лициний Крас Фруги II, консул 64 г.
- Гней Помпей Магн, жени се за Клавдия Антония през 43 г., дъщеря на Клавдий и втората му съпруга Елия Петина
- Марк Лициний Крас Скрибониан
- Луций Калпурний Пизон Фруги Лициниан (38 – 69), осиновен от император Галба и женен за Верания.